# Scopelosaurus ahlstromi
Scopelosaurus ahlstromi — вид авлопоподібних риб родини Notosudidae. Це морський, пелагічний вид, що поширений у субтропічних морях Південної півкулі на глибині до 500 м. Тіло завдожки 15-25 см. Живиться різними видами планктону.